# Austrogomphus ochraceus
Austrogomphus ochraceus е вид водно конче от семейство Gomphidae. Видът не е застрашен от изчезване.

## Разпространение
Разпространен е в Австралия (Виктория и Куинсланд).